# Esna, Brăila
Esna este un sat în comuna Movila Miresii din județul Brăila, Muntenia, România.